# Eleição municipal de São Luís em 2004
A eleição municipal de São Luís em 2004 ocorreu em 3 de outubro. O prefeito era Tadeu Palácio, do PDT, que tentou a reeleição. O prefeito Tadeu Palácio, do PDT, foi reeleito prefeito de São Luís ainda no primeiro turno.

## Candidatos
|  | Nº | Candidato(a) a prefeito | Candidato(a) a prefeito                                 | Candidato(a) a vice-prefeito | Candidato(a) a vice-prefeito                                 | Coligação |
|  | -- | ----------------------- | ------------------------------------------------------- | ---------------------------- | ------------------------------------------------------------ | --- |
|  | 12 |                         | Tadeu Palácio (PDT) Carlos Tadeu D'Aguiar Silva Palácio |                              | Sandra Torres (PDT) Sandra Maria Torres da Costa             | São Luís no Rumo Certo - Partido Democrático Trabalhista (PDT) - Partido Progressista (PP) - Partido Social Liberal (PSL) - Partido Trabalhista Nacional (PTN) - Partido Comunista Brasileiro (PCB) - Partido Popular Socialista (PPS) - Partido dos Aposentados da Nação (PAN) - Partido Renovador Trabalhista Brasileiro (PRTB) - Partido Humanista da Solidariedade (PHS) - Partido da Mobilização Nacional (PMN) - Partido Republicano Progressista (PRP) - Partido Comunista do Brasil (PCdoB) - Partido Trabalhista do Brasil (PTdoB) |
|  | 13 |                         | Helena Heluy (PT) Helena Barros Heluy                   |                              | Dimas Salustiano (PT) Dimas Salustiano da Silva              | Sem coligação - Partido dos Trabalhadores (PT) |
|  | 16 |                         | Luiz Noleto (PSTU) Luiz Carlos Noleto Chaves            |                              | Nicinha Durans (PSTU) Claudionice Alves Durans               | Sem coligação - Partido Socialista dos Trabalhadores Unificado (PSTU) |
|  | 36 |                         | Edivaldo Holanda (PTC) Edivaldo de Holanda Braga        |                              | Prof. Moraes (PTC) Raimundo do Espírito Santo Moraes         | Sem coligação - Partido Trabalhista Cristão (PTC) |
|  | 40 |                         | Ricardo Murad (PSB) Ricardo Jorge Murad                 |                              | Marly Abdalla (PFL) Marly Gonçalves Abdala                   | Competência e Mudança - Partido Socialista Brasileiro (PSB) - Partido da Frente Liberal (PFL) - Partido Trabalhista Brasileiro (PTB) - Partido do Movimento Democrático Brasileiro (PMDB) - Partido Social Cristão (PSC) - Partido da Social Democrata Cristão (PSDC) - Partido de Reedificação da Ordem Nacional (PRONA) |
|  | 45 |                         | João Castelo (PSDB) João Castelo Ribeiro Gonçalves      |                              | Washington Rio Branco (PV) Washington Luís Campos Rio Branco | São Luís para Todos - Partido da Social Democracia Brasileira (PSDB) - Partido Verde (PV) - Partido Liberal (PL) |

## Resultado da eleição para prefeito
| 1º Turno 3 de outubro de 2004 | 1º Turno 3 de outubro de 2004 | 1º Turno 3 de outubro de 2004 | 1º Turno 3 de outubro de 2004 |
| Candidato(a)                  | Vice                          | Votação                       | Votação                       |
| Candidato(a)                  | Vice                          | Total                         | Porcentagem                   |
| ----------------------------- | ----------------------------- | ----------------------------- | ----------------------------- |
| Tadeu Palácio (PDT)           | Sandra Torres (PDT)           | 221.854                       | 50,21%                        |
| João Castelo (PSDB)           | Washington Rio Branco (PV)    | 148.450                       | 33,59%                        |
| Ricardo Murad (PSB)           | Marly Abdalla (PFL)           | 34.027                        | 7,70%                         |
| Helena Heluy (PT)             | Dimas Salustiano (PT)         | 16.112                        | 3,65%                         |
| Edivaldo Holanda (PTC)        | Prof. Moraes (PTC)            | 13.396                        | 3,03%                         |
| Luiz Noleto (PSTU)            | Nicinha Durans (PSTU)         | 8.031                         | 1,82%                         |
| Total de votos válidos        | Total de votos válidos        | 441.870                       | 100,00%                       |
| Votos apurados                |                               |                               |                               |
| Votos válidos                 | Votos válidos                 | 441.870                       | 94,35%                        |
| Votos em branco               | Votos em branco               | 7.312                         | 1,56%                         |
| Votos nulos                   | Votos nulos                   | 19.135                        | 4,09%                         |
| Total de votos apurados       | Total de votos apurados       | 468.317                       | 100,00%                       |
| Eleitores                     |                               |                               |                               |
| Comparecimento                | Comparecimento                | 468.317                       | 82,39%                        |
| Abstenções                    | Abstenções                    | 100.081                       | 17,61%                        |
| Total de eleitores            | Total de eleitores            | 568.398                       | 100,00%                       |

Vereadores
| Candidato                           | Partido | Votos  | Situação         | %     | Coligação                     |
| ----------------------------------- | ------- | ------ | ---------------- | ----- | ----------------------------- |
| Pinto Itamaraty                     | PTB     | 10.758 | Eleito           | 2,385 | PTB / PMDB / PFL / PSDC / PSB |
| Cléber Verde                        | PAN     | 8.186  | Eleito           | 1,815 | PSL / PAN                     |
| Astro de Ogum                       | PPS     | 7.352  | Eleito           | 1,630 | PP / PPS                      |
| José Alencar Gomes Soares           | PDT     | 6.797  | Eleito           | 1,507 | (sem coligação)               |
| Marilia Lima Mendonça               | PDT     | 6.046  | Eleito           | 1,340 | (sem coligação)               |
| Albino Soeiro                       | PSDC    | 5.886  | Eleito           | 1,305 | PTB / PMDB / PFL / PSDC / PSB |
| Abdon José Murad Neto               | PMDB    | 5.841  | Eleito           | 1,295 | PTB / PMDB / PFL / PSDC / PSB |
| Augusto Serra                       | PV      | 5.491  | Eleito           | 1,217 | PL / PV / PSDB                |
| Isaias Pereirinha                   | PTN     | 5.381  | Eleito           | 1,193 | PTN / PMN                     |
| Sebastião Albuquerque               | PFL     | 5.312  | Eleito por Média | 1,178 | PTB / PMDB / PFL / PSDC / PSB |
| Francisco Lages Barbosa             | PAN     | 5.265  | Eleito por Média | 1,167 | PSL / PAN                     |
| João Batista Cardoso Botelho        | PDT     | 4.896  | Eleito           | 1,085 | (sem coligação)               |
| José Joaquim Guimarães Ramos        | PSDB    | 4.858  | Eleito           | 1,077 | PL / PV / PSDB                |
| Raimundo Nonato Amaral Aragão       | PRONA   | 4.541  | Eleito           | 1,007 | PSC / PRONA                   |
| Helena Castro                       | PDT     | 4.495  | Eleito por Média | 0,996 | (sem coligação)               |
| Dr. Gutemberg Araújo                | PSDB    | 4.448  | Eleito por Média | 0,986 | PL / PV / PSDB                |
| Lindorval Moreira da Fonseca        | PT do B | 4.132  | Eleito           | 0,916 | PRP / PT do B                 |
| Luís Fernando Santos Costa Ferreira | PRONA   | 3.903  | Eleito por Média | 0,865 | PSC / PRONA                   |
| Silvino Abreu                       | PMN     | 3.783  | Eleito           | 0,839 | PTN / PMN                     |
| Edivaldo Holanda Júnior             | PTC     | 3.376  | Eleito           | 0,748 | (sem coligação)               |
| Joberbal Carvalho Bertoldo          | PCB     | 2.517  | Eleito           | 0,558 | PC do B / PCB / PRTB / PHS    |